# Talaszi csata
A talaszi csata (kínaiul 怛羅斯戰役, arabul معركة نهر طلاس) az arab Abbászida Kalifátus (és az őt segítői tibetiek) valamint a kínai Tang-dinasztia között zajlott döntő ütközet volt a kirgizisztáni Talasz folyó mellett. 751 környékén, mely napjainkig meghatározta Közép-Ázsia vallási, kulturális és politikai fejlődését. Az eleinte eredménytelenül zajló harcokat követően a kínaiak vereséget szenvedtek, melynek oka a kínai krónikák szerint, hogy a Tang hadsereg karlük zsoldosai átálltak az arabok mellé.
Az arab, pontosabban mohamedán győzelem Közép-Ázsia iszlamizálódásához és Transzoxánia arab uralom alá kerüléséhez vezetett, sőt arab érdekeltségűvé vált az addig csak jobbára kínai befolyás alatt álló selyemút is. Mindez lehetővé tette, hogy az arabok Kínából számos újítást és miegyéb tudást megismerhessenek, s azt közvetítsék a Közel-Keleten, Észak-Afrikában és Európában.

## Helyszín és idő
Maga az ütközet pontos helyszíne (és időpontja) nehezen meghatározható. Bár elfogadott, hogy a Talasz mentén vívták, de nem tudni, hogy csak a mai Kirgizisztán területén, vagy a kirgiz-kazah határon, esetleg részben Kazahsztán területén is zajlottak az események.

## Előzmények
A selyemút mellett elterülő városokat, melyek a vízellátás szempontjából létfontosságúak voltak, eleinte egy türk törzsi konföderáció felügyelte, amely a 7. század második felében felbomlott. Ezután Kína és Tibet kezdett el versengeni a terület ellenőrzéséért. 692-ben Vu kínai uralkodónő idejében a kínaiaknak sikerült visszafoglalni a tibetiektől a Tarim-medencét, így az említett városok kínai befolyás alá kerültek, amely jelentős jövedelemhez juttatta a Tang-dinasztia kincstárát.
705-ben az Omajjádok vezettek hadjáratokat Közép-Ázsiába a még mindig egymással harcoló türk törzsek leigázására. Ekkor került arab kézre Szamarkand és Buhara. A tibetiek igyekeztek szövetségre lépni az arabokkal, hogy velük szállhassanak szembe a Tang-dinasztia ellen. 715-ben az arabok és tibetiek segítették hatalomra Ferganában Alutar királyt, addig a korábbi uralkodó Ihszid I. Hszüan Cung kínai császárhoz fordult segítségért, aki egy 10 ezer fős sereget küldött Ferganába, mely visszahelyezte Ihszidet a trónra. Ezt követően a 717. évi akszui csatában, Hszincsiangban a kínaiak és a karlükök vereséget mértek az arab-tibeti-türk seregre, s ezzel néhány évtizedre megállították az iszlám hódítást a térségben.
Eközben a hatalmi vetélkedések a helyi törzsek között folytatódtak a selyemút mentén fekvő városok felett, melyekbe továbbra is beavatkoztak a kínaiak, tibetiek vagy arabok. 747-ben a kínaiak kiszorították a tibetieket a Pamírból.
750-ben a kínai-arab konfliktusok kiújultak, amikor az Omajjádokat az Abbászidák váltották az arab világ élén. Taskent és Fergana városai a maguk harcaiban igénybe vették e két korabeli szuperhatalom segítségét, amely magában hordozta egy nagy összecsapás kialakulását. A kínai csapatok először győzelmet arattak és elfoglalták az araboktól Taskentet. A muszlim seregek ekkor Szamarkandnál gyűltek össze, hogy soraikat rendezzék, mire a kínaiak behívták a karlüköket, hogy saját számukat ezáltal növelhessék.

## A csata
A döntő harcokat a kínaiak az arabokkal 751 májusa és szeptembere között vívták. A haderők számáról a források ellentmondásosak. A kínaiak szerint az arabok, perzsák, tibetiek és türkök 200 ezren voltak (a muszlimok hadvezére Abu Abd al-Rahman maga is perzsa volt). Saját seregüket a kínaiak 30 ezer főre teszik (10 ezer kínai és 20 ezer karlük). Az arab források szerint viszont a kínaiak 100 ezren voltak. Jelenkori nézetek mindkét hadsereg méretét 30 ezer fő körülire teszik.
A hosszas, hónapig elnyúló kisebb-nagyobb csatákat követően a két fél júliusban vívhatta a döntő ütközetet a Talasz folyó egyik völgyében. Az ezt megelőző összecsapásokban nem sikerült eredményt kicsikarnia egyik félnek sem. A kínaiak helyzete akkor vált kritikussá, amikor a karlükök átálltak a muszlimokhoz és közvetlenül oldalba támadták őket, addig az arabok frontális támadást indítottak. Más források szerint a karlükök egyszerűen megfutamodtak és cserben hagyták a kínaiakat a csatamezőn. A Tang hadsereg feladni kényszerült pozícióját, mire a főparancsnok Gao Hiancsi elmenekült a csatából.

## Veszteségek
A menekülő kínai sereget az arabok lekaszaboltak. Kínai részről csupán kétezren élték túl az ütközetet. Ezzel szemben a mohamedánok vesztesége is súlyos volt, legtöbbjüket a kínaiak ugyanis épp az üldözés során ölték meg. Ebben jelentős szerepe volt Gao alvezérének Li Sziüe tábornoknak, aki a visszavonulást irányította.

## Következmények
Ugyan az arabok további területeket nem hódítottak el közvetlenül a talaszi győzelmük után a kínaiaktól, ám a Tang-dinasztia hatalma Közép-Ázsiában megingott, így a további muszlim terjeszkedésnek nem tudott gátat vetni. A kínai seregek 755-ban és 763-ban is újabb vereséget szenvedtek az araboktól, melynek következtében Hszincsiangban is elterjedt az iszlám, a közép-ázsiai kínai terjeszkedés pedig ellehetetlenült.
A kínaiak és az arabok viszonya azonban nemcsak ellenségeskedésben nyilvánult meg. Sőt 756-ban Al-Manszúr abbászida kalifa 22 ezer fős segédhadat küldött Kínába Hszüan Cungnak egy veszélyes felkelés leverésére. Az arab katonák zöme nem is tért haza Kínából, hanem Ninghsziában, Közép-Kínában telepedtek le. A tartomány muszlim lakossága részben az ő leszármazottjaikból áll.
763-tól a Tang-dinasztia egyre csak gyengült és Tibet került fölénybe, amely az indiaiakkal elhódította a kínaiak pamíri területeit. Ekkor azonban gyökeres változás állt be a kínai-arab kapcsolatokban és Hárún ar-Rasíd kalifa hivatalosan szövetséget kötött a Tang-dinasztiával. Az arabok ekkor támadni kezdték Tibet nyugati részét és az ujgurok is bekapcsolódtak a harcokba.
A buddhizmus Közép-Ázsiában gyakorlatilag megszűnt létezni és az iszlám váltotta fel. Kína ugyanakkor elvesztette kapcsolatát az indiai buddhista királyságokkal, miután a mai Afganisztán, Üzbegisztán és Tádzsikisztán területén felvették a mohamedán hitet az ott élő népek. Ennek hatására a kínai buddhizmus is teljesen önálló vallási irányzattá nőtte ki magát, így jött létre többek között a zen buddhizmus is. A kínai buddhisták missziós tevékenységet pedig már inkább Koreában és Japánban folytathattak.

## Az ütközet hatása napjainkra
Arab feljegyzések szerint a foglyul ejtett kínaiak zöme áttért az iszlám hétre és az arabok között kezdett élni. Tőlük tanulták el az arabok a papírkészítés módját. Akadt a foglyok között néhány takács is, akik a selyemszövéshez értettek. Bagdadban 794 körül már papírmalom működött, s az új anyag felváltotta a papiruszt.